# .museum
.museum è un dominio di primo livello generico introdotto nel 2001.
Il dominio è gestito dalla Museum Domain Management Association (MuseDoma), una organizzazione non a scopo di lucro creata dall'International Council of Museums (ICOM) e dal J. Paul Getty Museum Trust. Il dominio è riservato ai musei.
Nonostante il processo di registrazione garantisca che il dominio registrato appartenga a un museo, alcune istituzioni utilizzano domini .gov, .org o .edu, in quanto hanno realizzato i propri siti negli anni 1990, prima della creazione del dominio .museum.